# Kahm
La levadura kahm es una capa de levadura que a veces se forma en alimentos fermentados como la col fermentada. Generalmente es inofensivo, pero su olor y apariencia tienden a estropear la comida. Los géneros de levaduras que intervienen en la formación de esta película incluyen Debaryomyces, Mycoderma y Pichia . 
La palabra “kahm” proviene del alto alemán medio “kan”, que a su vez deriva del latín vulgar “cana” (capa grisácea de suciedad sobre el vino).[cita requerida]